# Кротошин (Львовская область)
Кротошин (укр. Кротошин) — село в Давыдовской сельской общине Львовского района Львовской области Украины.
Население по переписи 2001 года составляло 1029 человек. Занимает площадь 1,49 км². Почтовый индекс — 81136. Телефонный код — 3230.